# New Berlin (Wisconsin)
New Berlin é uma cidade localizada no estado norte-americano de Wisconsin, no Condado de Waukesha.

## Demografia
Segundo o censo norte-americano de 2000, a sua população era de 38.220 habitantes.
Em 2006, foi estimada uma população de 39.234, um aumento de 1014 (2.7%).

## Geografia
De acordo com o United States Census Bureau tem uma área de
95,6 km², dos quais 95,4 km² cobertos por terra e 0,2 km² cobertos por água.

## Localidades na vizinhança
O diagrama seguinte representa as localidades num raio de 12 km ao redor de New Berlin.